# Artocarpus hypargyreus
Artocarpus hypargyreus là một loài thực vật thuộc họ Moraceae. Đây là loài đặc hữu của Trung Quốc. Common Name:Kwai Muk Chúng hiện đang bị đe dọa vì mất môi trường sống.